# Boris Tanic
Boris Tanic (* 22. Juni 1996) ist ein österreichischer Handballtorwart.

## Karriere
Tanic begann in der Jugend beim Handballclub Fivers Margareten Handball zu spielen. Durch seine gute Leistung in diversen Altersstufen wurde der Linkshänder in die Jugendnationalmannschaft des Jahrgangs 1996 einberufen. Sein erstes Spiel als Teil der Kampfmannschaft der Wiener bestritt er beim HLA-Supercup 2014, bei dem Tanic auch gleich als Most Valuable Player seines Teams ausgezeichnet wurde. Seit der Saison 2015/16 spielt der Handballtorwart im Kader der ersten Mannschaft. 2016 feierte Tanic mit dem ÖHB-Cup seinen ersten Titel mit den Wienern, außerdem sicherte sich die Mannschaft auch den Titel in der Österreichischen Meisterschaft. 2016/17 konnte der Handballtorwart erneut den Cup gewinnen.
Für die Saison 2023/24 wurde Tanic von Handball Tirol verpflichtet. 2024/25 konnte der Handballtorwart mit den Tirolern den österreichischen Pokalbewerb gewinnen.

## Erfolge
- Handballclub Fivers Margareten
  - 2× Österreichischer Meister 2015/16, 2017/18
  - 3× Österreichischer Pokalsieger 2015/16, 2016/17, 2020/21
- Handball Tirol
  - 1× Österreichischer Pokalsieger 2024/25